# Królu mój, królu chwały
Królu mój, królu chwały jest popularna polska protestancka pieśń, napisana przez słynnego muzykologa i kompozytora Karola Hławiczkę w 1915 roku.
Pieśń napisał jej autor w trudnym okresie swojego życia, rok po tragicznej śmierci swojego ojca Andrzeja Hławiczki. Jej treścią jest uwielbienie Boga i wyrażenie pragnienia zupełnego poświęcenia całego życia do służby Bogu.
Pieśń „Królu mój, królu chwały” jest często śpiewana przez wiernych podczas nabożeństw i także w wykonaiu chórów kościelnych.  Pod koniec XX wieku była przetłumaczona na języki czeski (Králi můj, slavný králi), słowacki (Kráľu môj, kráľu slávy) i niemiecki (Du, mein König der Ehren). 